# Vịt Kỳ Lừa
Vịt Kỳ Lừa là một giống vịt nhà có nguồn gốc tại tỉnh Lạng Sơn. Được nuôi rộng rãi ở các tỉnh trung du, miền núi phía bắc và một số tỉnh đồng bằng Bắc Bộ, nơi có khí hậu lạnh. Đây là giống vật nuôi quý ở Việt Nam và đang được nằm trong diện bảo tồn nguồn gen quý. Chúng là giống vịt kiêm dụng thịt trứng. Nhìn chung giống vịt này chưa được phổ biến rộng rãi và số lượng không lớn.

## Đặc điểm

### Mô tả
Vịt Kỳ Lừa có thân hình không dài, ngực sâu, bụng sâu vừa phải.Dáng đi của vịt lúc lắc sang 2 bên, thân hơi dốc so với mặt đất. Vịt có đầu hơi to, mỏ xám hoặc vàng, con trống có màu xanh nhạt hoặc xám đen, mắt sáng nhanh nhẹn. Cổ ngắn, thân mình hơi rộng; ngực khá sâu và nhô ra, bụng sâu. Đùi to, ngắn, bàn chân có màu xám hoặc vàng, một số con chân có đốm đen, nâu.
Vịt có màu lông không đồng nhất, và không thuần nhất ở con mái mỏ màu xám hoặc vàng, còn con trống có mỏ màu xanh nhạt và cổ có màu lông xanh biếc, vịt mái có lông bụng màu trắng, cổ vịt trống có lông màu xanh biếc. Đa số có màu nâu sẫm hoặc xám nhạt, có một số con đen tuyền hoặc trắng xỉn, loang trắng đen hoặc trắng nâu. Khối lượng vịt trưởng thành một năm tuổi con mái 2,2 - 2,5 kg, con trống 2,8 - 3,0 kg. Thịt vịt ngon, thơm, hơi dai, giàu axit glutamic. 

### Tập tính
Vịt Kỳ Lừa thích nghi với mùa đông giá rét, chịu đựng được điều kiện nuôi dưỡng thấp, tính hợp đàn cao, được chăn thả ngoài đồng, bãi. Vịt đẻ tương đối sớm: 150 - 160 ngày tuổi, khi cân nặng 1,7 - 1,9 kg. Sản lượng trứng 110 - 130 quả/mái/năm. Khối lượng trứng 70 - 75 g. Trứng vịt sẽ nở sau 28 ngày được ấp.
Vịt kỳ lừa thành thục sinh dục sớm thường là 150 - 160 ngày. Sản lượng trứng đạt trung bình 110 - 120 quả/mái/năm. Khối lượng trứng đạt trung bình 70-75 gam. Tỉ lệ trứng có phôi và tỉ lệ nở khá cao. Khả năng sinh trưởng và phát triển của giống vịt này trung bình. Khối lượng cơ thể lúc 63 ngày đạt bình quân 1,2 - 1,6 kg và lúc trưởng thành con trống đạt 2,8 - 3,0 kg, con mái 2,2 - 2,5 kg. 

## Chăn nuôi

### Chăm sóc
Vịt con từ lúc mới nở đến 1 tháng tuổi là thời gian "gột vịt", giai đoạn này kéo dài hay ngắn tùy theo giống vịt, mùa vụ, điều kiện nuôi dưỡng và chăm sóc. Không nên nhốt vịt quá đông, chúng dễ chen chúc xô đẩy đè lên nhau ảnh hưởng đến sức sinh trưởng, vịt sẽ còi cọc và chết. Chỗ nuôi vịt cần phải đảm bảo đủ ấm, đủ ánh sáng, không ẩm ướt và mật độ nuôi phù hợp.
Vịt mới nở mua về thường cho nhịn đói, sau 4 giờ mới cho ăn. Nếu vịt chưa khô lông có thể cho nhịn lâu hơn, vì sau khi nở trong bụng vịt con còn chứa một khối lượng lòng đỏ có tác dụng tiếp tục cung cấp chất dinh dưỡng. Không nên cho vịt ăn ngay thì khối lượng lòng đỏ không tiêu được dễ làm cho vịt chết trong tuần đầu. 

### Bệnh tật
Các bệnh vịt Kỳ Lừa hay gặp như Bệnh dịch tả vịt: do virut dịch tả vịt gây nên. Khi mắc, vịt bỏ ăn ít vận động, khi lùa đi ăn thường rớt lại phía sau. Sốt cao trong 2-3 ngày liền. Chảy nước mắt. Đầu sưng do phù ở tổ chức liên kết dưới da.Vịt ỉa chảy phân loãng màu trắng xanh, mùi thối khắm, lỗ hậu môn dính nhiều phân.Sợ ánh sáng một số con có triệu chứng liệt 2 chân nằm một chỗ, cánh rủ xuống.
Bệnh tụ huyết trùng vịt: do vi khuẩn Pasteurella multocida gây ra. Triệu chứng là ủ rũ, kém ăn, xiêu vẹo, bại cánh, liệt chân, khò khè.Phân lỏng vàng xám đôi khi lẫn máu, chảu máu mũi miệng; sốt, Khát nước, nằm bẹp, giẫy chết sau 2-5 ngày. Bệnh nấm phổi ở vịt: Kém ăn, thở khó và nhanh, khi thở vịt vươn cổ dài, mũi chảy nước. Thân nhiệt tăng, con vật ủ rũ, ỉa phân rất hôi thối. Vịt suy nhược nhanh và có trường hợp vịt có triệu chứng co giật. Một số con bị rối loạn tiêu hóa do độc tố của nấm tiết ra gây viêm ruột, chảy máu ruột, tiêu chảy, bại liệt.
Bệnh viêm gan do virut: Bệnh này vịt con dễ mẫn cảm nhất. Vịt ủ rũ, kém ăn, không theo kịp các con khác trong đàn. Đầu nghẹo về phía sau và ch ân đi co giật. Sau thời gian ngắn thì vịt không vận động nữa mà nằm ngửa nhắm mắt 2 chân đạp ngửa về phía sau. Đối với Bệnh sưng phù đầu thì vịt sốt cao, Sưng phù đầu, sưng mặt. Dịch viêm chảy nhiều ở mắt và mũi.Giảm ăn, giảm đẻ.
Bệnh phó thương hàn: Vịt ốm bị tiêu chảy, phân loãng có bọt khí, lông đít dính muối urat. Đi lại ít, chúng tách khỏi đàn tụ tập thành nhóm tìm chỗ ấm. Vịt khát nước, mệt mỏi, ủ rũ, mắt nửa nhắm nửa mở hoặc nhắm hẳn do viêm màng kết mạc có mủ. Bệnh có chứng thần kinh ở dạng lên cơn, lúc đó vịt lăn quay ra run rẩy hai chân, đầu ngoẹo. Vịt bệnh trước khi chết nằm ngửa, chân co giật trên không. Đối với Bệnh nhiễm khuẩn E.Coli: Vịt bị rút cổ, lông xù, mắt lim dim như buồn ngủ, sổ mũi và khó thở. Co giật, quay đầu, ngoẹo cổ, vịt đẻ chết lai rai, giảm đẻ, vỏ trứng dính máu. 